# Distretto di Mikata (Fukui)
Il distretto di Mikata (三方郡, Mikata-gun?) è uno dei distretti della prefettura di Fukui, in Giappone.
Attualmente fa parte del distretto solo il comune di Mihama.
| Controllo di autorità | VIAF (EN) 255110144 · NDL (EN, JA) 00400275 |